# 克里姆林学
克里姆林学（Советология）是研究苏联及其制度、社会、经济和文化的复杂社会科学研究的跨学科方向 ，起源于冷战期间与苏联对抗的美国和西欧。类似的术语是苏联学（Sovietology） 。
亚历山大·季诺维也夫被认为是克里姆林学的创始人。 该术语以前苏联政府所在地克里姆林宫命名。克里姆林学家（Kremlinologist）是指专门研究克里姆林学的学术、媒体和评论专家。该术语有时被广泛用于描述专门研究俄罗斯法律的西方学者。苏联学学者或克里姆林学学者也应该与研究从共产主义到市场资本主义的法律、经济和社会转型的转型学（Transitology）者区别开来。